# Мар-бити-аххе-иддин

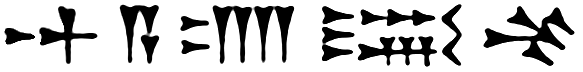
Имя Мар-бити-аххе-иддина переданное аккадской (вавилонской) клинописью.

Мар-бити-аххе-иддин, аккад. mdMār-bῑti-áḫḫē-idinna, шум. mdDUMU-E-PAP-AŠ букв. «Мар-бити (вавилонский бог со святилищем в Борсиппе) дал мне братьев» — царь Вавилонии, правил приблизительно в 942 — 920 годах до н. э.
Из VIII Вавилонской династии. Сын Набу-мукин-апли. Сменил на троне своего брата Нинурта-кудурри-уцура II. Неизвестно, сколько лет он правил, так как годы его правления в Царском списке не сохранились. Условно принимается, что его царствование продлилось до 920 года до н. э.

## Биография
Он впервые был отмечен в качестве свидетеля на право собственности в надписи на кудурру совместно с подписями своих братьев Нинурта-кудурри-уцура II и Римут-или, храмового администратора. В Эклетической Хронике можно прочесть: «N-й год Мар-бити-аххе-иддина», но дальнейшее повествование — какой это был год и что же в нём произошло, не сохранилось. Записи Синхронической истории представляют его, ровно как и его отца и старшего брата современниками ассирийского царя Тиглатпаласара II, что вполне согласуется с современной хронологией того времени.
Правление Мар-бити-аххе-иддина возможно закончилось значительно ранее, чем 920 год до н. э., но нужно учитывать, что следующий царь Шамаш-мудаммик где то в районе 905 года до н. э. вёл войну с ассирийским царём Адад-нирари II, вступившим на престол около 912 года до н. э., и что между Мар-бити-аххе-иддином и Шамаш-мудаммиком не известен какой либо промежуточный правитель.